# Finn 5 fel!
Finn 5 fel! è un album in studio del gruppo musicale svedese Gyllene Tider, pubblicato nel 2004.

## Tracce
1. En sten vid en sjö i en skog
2. Solsken
3. Tuffa tider (för en drömmare)
4. Ordinärt mirakel
5. Ta mej... nu är jag din!
6. Jag borde förstås vetat bättre
7. Du måste skämta
8. Nere på gatan
9. 72
10. Ande i en flaska
11. Varje gång det regnar
12. Hjärta utan hem
13. Speciell
14. Har du nånsin sett en dröm gå förbi?